# استان خودمختار قره‌باغ کوهستانی
استان خودمختار قره‌باغ کوهستانی یک استان خودمختار در درون جمهوری سوسیالیستی آذربایجان شوروی بود که بیشتر ساکنان آن را ارامنه تشکیل می‌دادند.

## تاریخچه
مالکیت بر این منطقه در طول دوران کوتاه مدت استقلال آذربایجان و ارمنستان در سال‌های ۱۹۱۸ و ۱۹۲۰ مورد اختلاف دو کشور قرار گرفت. پس از تصرف ارمنستان و آذربایجان توسط شوروی، کاف بیرو (دفتر قفقاز) تصمیم گرفت قره باغ را با مجموعه ای از خودمختاری‌ها در داخل جمهوری سوسیالیستی شوروی آذربایجان قرار دهد. بنابر تصمیم کاف بیرو شهر شوشی به عنوان مرکز اداری این استان خودمختار انتخاب شد.
در ۷ ژوئیه ۱۹۲۳، استان خودمختار قره‌باغ کوهستانی ایجاد شد و پایتخت به استپاناکرت (که قبلاً خان‌کَندی نام داشت) منتقل شد. در زمان تشکیل، مساحت این استان ۴۱۶۱ کیلومتر مربع (۱۶۰۷ مایل مربع) بود. سرشماری سال ۱۹۲۶، جمعیت این منطقه را ۱۲۵۲۰۰ نفر اعلام کرده‌است که ۸۹٫۲ درصد این جمعیت را ارامنه را تشکیل می‌داده‌اند. با این حال، تا سال ۱۹۸۹، درصد جمعیت ارمنی این استان خود مختار به ۷۶٫۹ درصد کاهش یافت. دلایل کاهش جمعیت ارامنه در این استان عبارت بودند از سیاست مقامات آذربایجان شوروی برای اسکان آذربایجانی‌ها در این منطقه و مهاجرت ارامنه قره باغ به خارج، و همچنین زاد و ولد بیشتر آذربایجانی‌ها نسبت به ارمنی‌ها.
اگرچه مسئله حاکمیت بر قره‌باغ کوهستانی تا اواسط دهه ۱۹۸۰ به موضوعی جدی تبدیل نشده بود اما روشنفکران ارمنی و رهبران ارمنستان شوروی و همچنین مقامات ارمنی قره باغ چندین بار از مسکو درخواست کردند تا حاکمیت این منطقه به ارمنستان شوروی منتقل شود. در سال ۱۹۴۵، گریگور هاروتیونیان، رهبر ارمنستان شوروی، از استالین درخواست کرد که این منطقه به ارمنستان شوروی ضمیمه شود که استالین این درخواست را رد کرد. در سال ۱۹۶۵، سیزده تن از مقامات حزب ارمنی قره باغ در نامه ای به رهبری اتحاد جماهیر شوروی در مورد نوع نگرش مقامات آذربایجان شوروی نسبت به استان خودمختار قره باغ کوهستانی شکایت کردند. بسیاری از مقامات ارمنی قره باغ که خواهان پیوستن به ارمنستان بودند از کار برکنار یا به ارمنستان منتقل شدند. با ظهور حیدر علی‌اف به عنوان رهبری جمهوری سوسیالیستی آذربایجان شوروی در سال ۱۹۶۹ باکو تلاش‌های فزاینده ای را برای تشدید کنترل خود بر این منطقه خودمختار به کار برد. در سال ۱۹۷۴–۱۹۷۳ علی‌اف، گورگن ملکومیان دبیر استان خود مختار قره باغ کوهستانی را که در نظر وی یک ملی‌گرای ارمنی بود برکنار کرد و بوریس کوورکوف را به عنوان دبیر استان قره باغ کوهستانی منصوب کرد. کورکوف برخلاف گورگن ملکومیان دبیر قبلی قره باغ کوهستانی که متولد قره باغ بود در ارمنستان متولد شده بود و روابط دوستانه ای با آذربایجان داشت.
در سال ۱۹۷۷، سرو خانزادیان، نویسنده برجسته ارمنی، نامه‌ای سرگشاده به لئونید برژنف نوشت و خواستار الحاق قره‌باغ به ارمنستان شوروی شد.

## تقسیمات اداری

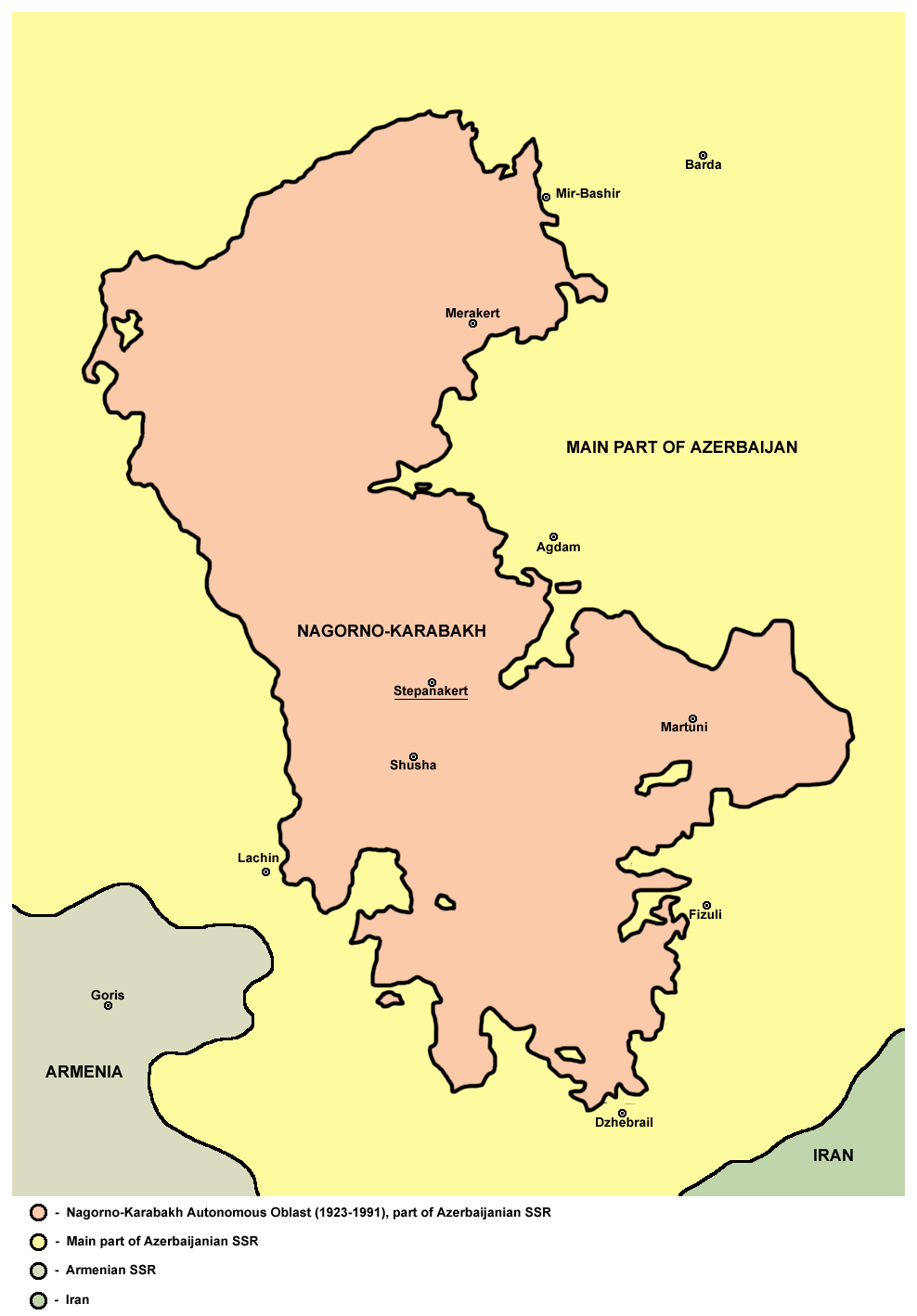
شهرهای اصلی استان خودمختار قره‌باغ

این استان به پنج شهرستان (رایون) یا بخش اداری تقسیم شده بود:
1. شهرستان مارتاکرت
2. شهرستان مارتونی
3. شهرستان شوشی
4. شهرستان آسکران
5. شهرستان هادروت

| نام واحد تقسیمات اداری | مساحت (km2) | جمعیت   |
| ---------------------- | ----------- | ------- |
| شهر استپاناکرت         | ۱۶          | ۵۶٬۷۰۵  |
| شوشی                   | ۲۸۹         | ۲۰٬۳۷۴  |
| آسکران                 | ۹۲۰         | ۲۰٬۹۵۴  |
| مارتاکرت               | ۱٬۷۵۰       | ۴۷٬۰۴۷  |
| مارتونی                | ۷۷۹         | ۲۸٬۲۰۲  |
| هادروت                 | ۶۷۹         | ۱۴٬۴۸۷  |
| مجموع:                 | ۴٬۳۸۸       | ۱۸۷٬۷۶۹ |

## درگیری نظامی

موقعیت استان خودمختار قره‌باغ در منطقه مورد ادعای جمهوری آرتساخ

درگیری میان ارمنی‌های این استان و دولت سوسیالیستی آذربایجان در سال ۱۹۸۷ آغاز شد. سطح این درگیری در اواخر سال ۱۹۹۱ افزایش یافت و منجر به آغاز جنگ اول قره‌باغ شد. در ۲۶ نوامبر ۱۹۹۱، پارلمان جمهوری سوسیالیستی آذربایجان، خودمختاری استان قره‌باغ را لغو کرد. همچنین تقسیمات اداری استان قره باغ منحل شد، و این سرزمین در بین مناطق خوجاوند، ترتر، گورانبوی، شوشی و کلبجر تقسیم شد. در پاسخ، اکثریت جمعیت ارمنی استان قره باغ اعلام استقلال کردند و جمهوری آرتساخ را تأسیس کردند که این عمل آنها توسط ارمنستان مورد حمایت قرار گرفت. امروزه، بیشتر سرزمین‌های استان سابق قره باغ تحت کنترل جمهوری خود خوانده آرتساخ است. آذربایجان در جریان جنگ دوم قره باغ (۲۰۲۰) کنترل بخش جنوبی استان سابق خودمختار قره‌باغ را دوباره به دست آورد.

## وضعیت فعلی
از سال ۲۰۲۱، تنها کنترل بخش مرکزی و شمالی استان سابق خود مختار قره‌باغ در دست جمهوری خود خوانده آرتساخ قرار دارد. با این وجود جمهوری آرتساخ توسط هیچ کشوری به رسمیت شناخته نشده‌است و در سطح بین‌الملل استان سابق خود مختار قره‌باغ به عنوان بخشی از سرزمین آذربایجان در نظر گرفته می‌شود. آذربایجان در ۲۶ نوامبر ۱۹۹۱ با لغو قانون خودمختاری استان قره‌باغ، این استان را به عنوان بخشی از خاک این کشور اعلام کرد. از آن زمان تقسیمات اداری این سرزمین در بین مناطق خوجاوند، شوشی، خوجالی، بخش شرقی کلبجر، بخش غربی ترتر تقسیم شد.

## جمعیت‌شناسی

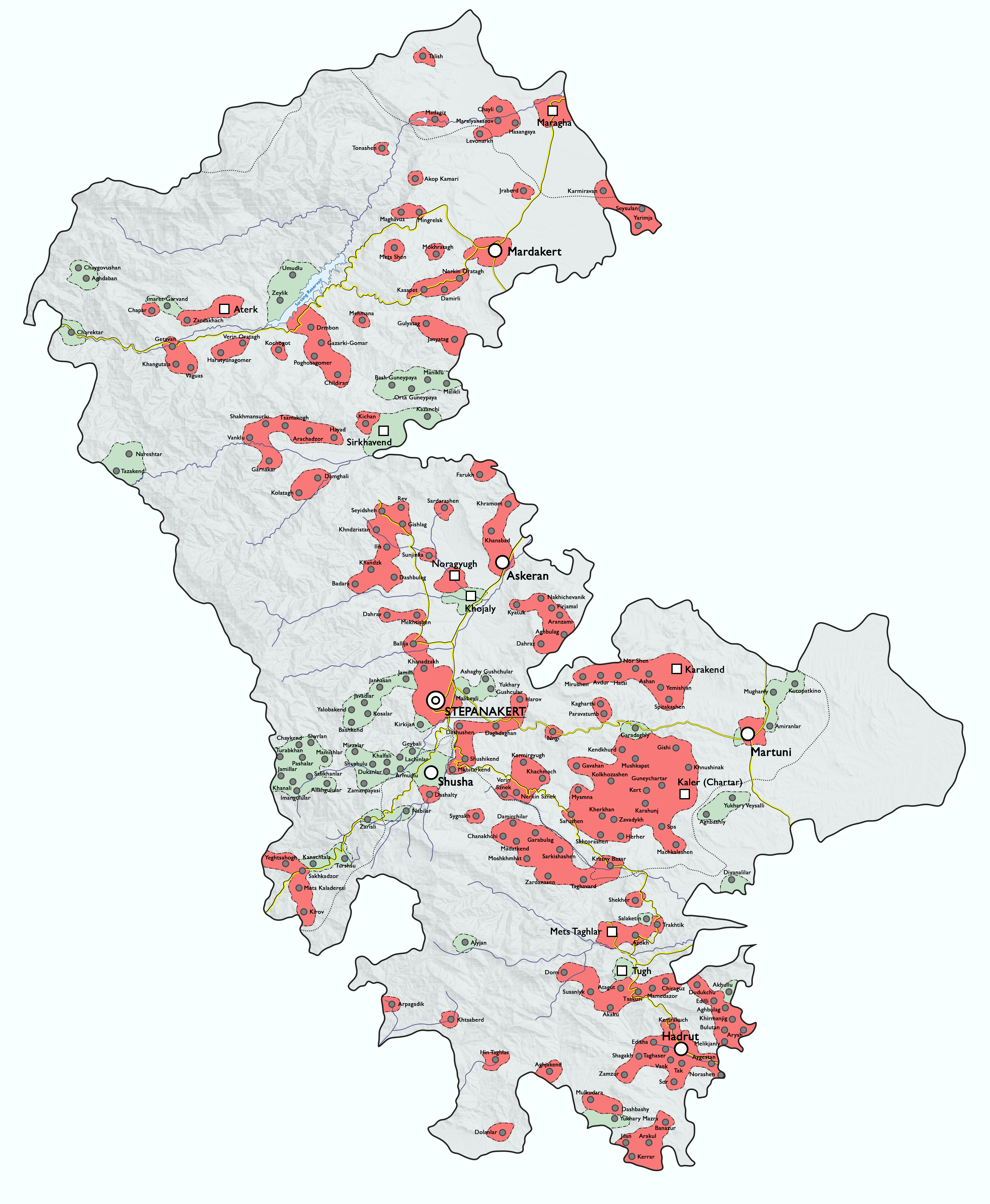
نقشه قومی منطقه خودمختار قره باغ کوهستانی (۱۹۸۹)
مناطق ارمنی نشین
مناطق آذربایجانی نشین
مناطق خالی از سکنه (کوه ها، مزارع و غیره)

تعداد جمعیت و ترکیب قومی قره‌باغ کوهستانی بر اساس سرشماری شوروی در سال‌های ۱۹۲۶–۱۹۸۹
| ملیت‌ها       | ۱۹۲۶ سرشماری | ٪       | ۱۹۳۹ سرشماری | ٪       | ۱۹۵۹ سرشماری | ٪       | ۱۹۷۰ سرشماری | ٪       | ۱۹۷۹ سرشماری | ٪       | ۱۹۸۹ سرشماری | %       |
| ------------ | ------------ | ------- | ------------ | ------- | ------------ | ------- | ------------ | ------- | ------------ | ------- | ------------ | ------- |
| کل جمعیت     | ۱۲۵۱۵۹       | ۱۰۰٬۰۰٪ | ۱۵۰۸۳۷       | ۱۰۰٬۰۰٪ | ۱۳۰۴۰۶       | ۱۰۰٬۰۰٪ | ۱۵۰۳۱۳       | ۱۰۰٬۰۰٪ | ۱۶۲۱۸۱       | ۱۰۰٬۰۰٪ | ۱۸۹۰۸۵       | ۱۰۰٬۰۰٪ |
| ارمنی‌ها      | ۱۱۱۶۹۴       | ۸۹٬۲۴٪  | ۱۳۲۸۰۰       | ۸۸٬۰۴٪  | ۱۱۰۰۵۳       | ۸۴٬۳۹٪  | ۱۲۱۰۶۸       | ۸۰٬۵۴٪  | ۱۲۳۰۷۶       | ۷۵٬۸۹٪  | ۱۴۵۴۵۰       | ۷۶٬۹۲٪  |
| آذربایجانی‌ها | ۱۲۵۹۲        | ۱۰٬۰۶٪  | ۱۴۰۵۳        | ۹٬۳۲٪   | ۱۷۹۹۵        | ۱۳٬۸۰٪  | ۲۷۱۷۹        | ۱۸٬۰۸٪  | ۳۷۲۶۴        | ۲۲٬۹۸٪  | ۴۰۶۸۸        | ۲۱٬۵۲٪  |
| روس‌ها        | ۵۹۶          | ۰٬۴۸٪   | ۳۱۷۴         | ۲٬۱۰٪   | ۱۷۹۰         | ۱٬۳۷٪   | ۱۳۱۰         | ۰٬۸۷٪   | ۱۲۶۵         | ۰٬۷۸٪   | ۱۹۲۲         | ۱٬۰۲٪   |
| اوکراینی‌ها   | ۳۵           | ۰٬۰۳٪   | ۴۳۶          | ۰٬۲۹٪   | ۲۳۸          | ۰٬۱۸٪   | ۱۹۳          | ۰٬۱۳٪   | ۱۴۰          | ۰٬۰۹٪   | ۴۱۶          | ۰٬۲۲٪   |
| بلاروسی‌ها    | ۱۲           | ۰٬۰۱٪   | ۱۱           | ۰٬۰۱٪   | ۳۲           | ۰٬۰۲٪   | ۳۵           | ۰٬۰۲٪   | ۳۷           | ۰٬۰۲٪   | ۷۹           | ۰٬۰۴٪   |
| یونانی‌ها     | ۶۸           | ۰٬۰۵٪   | ۷۴           | ۰٬۰۵٪   | ۶۷           | ۰٬۰۵٪   | ۳۳           | ۰٬۰۲٪   | ۵۶           | ۰٬۰۳٪   | ۷۲           | ۰٬۰۴٪   |
| تاتارها      | ۶            | ۰٬۰۰٪   | ۲۹           | ۰٬۰۲٪   | ۳۶           | ۰٬۰۳٪   | ۲۵           | ۰٬۰۲٪   | ۴۱           | ۰٬۰۳٪   | ۶۴           | ۰٬۰۳٪   |
| گرجستانی‌ها   | ۵            | ۰٬۰۰٪   | ۲۵           | ۰٬۰۲٪   | ۱۶           | ۰٬۰۱٪   | ۲۲           | ۰٬۰۱٪   | ۱۷           | ۰٬۰۱٪   | ۵۷           | ۰٬۰۳٪   |
| سایر         | ۱۵۱          | ۰٬۱۲٪   | ۲۳۵          | ۰٬۱۶٪   | ۱۷۹          | ۰٬۱۴٪   | ۴۴۸          | ۰٬۳۰٪   | ۲۸۵          | ۰٬۱۸٪   | ۳۳۷          | ۰٬۱۸٪   |